# Nabis oscillans
Nabis oscillans là một loại rệp ở họ Nabidae.